# Рождествено (Белгородская область)
Рождествено — село в Валуйском районе Белгородской области России, административный центр Рождественского сельского поселения.

## География
Село расположено на левом берегу реки Валуй, напротив устья Верхнего Моисея, в юго-восточной части Белгородской области, в 1,28 км по прямой к северо-востоку от районного центра, города Валуйки.

## История
К концу XVII столетия места, где ныне расположено село Рождествено, стали отводиться служивым людям, казакам, которые несли охрану границ русского государства от набегов крымских и ногайских татар. С ослаблением опасности от татарских набегов в 1687-1689 годах служилые люди перешли на оседлый образ жизни.
В 1859 году — Валуйского уезда «село казенное Рождественское при устье речки Мосея» «по левую сторону большого почтового тракта из города Валуек на город Воронеж» — имелась церковь православная.
В 1900 году — Валуйского уезда Николаевской волости «село Рождественно при реке Валуе» — церковь, 2 общественных здания, земская школа, мелочная и винная торговые лавки.
С июля 1928 году деревня Рождествено в Валуйском районе — центр Рождественского сельсовета, включавшего деревни: Жировка, Лучка, Масловка, Ново-Казацкая и собственно Рождествено.
Рождественский сельсовет Валуйского района в 1958 году: село Масловка и деревни Куток-Сибирь, Лучка-Жировка, Ново-Казацкое, Рождествено 1-е и Рождествено 2-е (центр сельсовета); в 1972 году — сёла Лучка, Масловка, Новоказацкое и Рождествено.
В 1997 году Рождествено — центр Рождественского сельского округа: сёла Лучка, Масловка, Новоказацкое и собственно Рождествено.
В 2010 году село Рождествено — центр Рождественского сельского поселения Валуйского района.

## Население
В 1859 году в селе переписано 179 дворов, 1820 жителей (864 мужчины, 956 женщин).
В 1900 году 337 дворов, 2112 жителей (1096 мужчин, 1016 женщин).
На 1 января 1932 года в Рождествене — 2884 жителя.
По данным переписей населения в селе Рождествене на 17 января 1979 года — 1693 жителя, на 12 января 1989 года — 1487 (686 мужчин, 801 женщин), на 1 января 1994 года — 654 хозяйства и 1536 жителей. В 1997 году в Рождествене насчитывалось 656 дворов, 1507 жителей; в 1999 году — 1483 жителя, в 2001 году — 1516.
| 1859 | 1897  | 2002  | 2010  |
| ---- | ----- | ----- | ----- |
| 1820 | ↗2109 | ↘1520 | ↘1499 |